# Danh sách Trường đại học ở Việt Nam đào tạo ngành Kỹ thuật hóa học
Kỹ thuật hóa học là một lĩnh vực khoa học và công nghệ nghiên cứu và ứng dụng những kiến thức hóa học và kỹ thuật vào quá trình sản xuất các sản phẩm hóa học phục vụ công nghiệp và đời sống.
Những sinh viên tốt nghiệp đại học ngành Kỹ thuật hóa học có thể làm việc trong các lĩnh vực chính sau:
- Giảng dạy trong các trường đại học, cao đẳng, trung cấp...
- Làm việc ở các viện nghiên cứu
- Làm việc trong các lĩnh vực:

1. Sản xuất các sản phẩm vô cơ (hoá chất vô cơ, phân bón, màu cho sơn, gốm sứ...)
2. Sản xuất các sản phẩm hữu cơ (pôlime, phim mỏng, vải sợi, thuốc nhuộm, thuốc phóng, thuốc nổ...).
3. Lĩnh vực vật liệu (ăn mòn và chống ăn mòn, pin khô, pin ướt,...).
4. Mạ điện, luyện kim và nguyên liệu cho các quá trình công nghiệp
5. Ngành công nghệ thực phẩm
6. Ngành công nghiệp lên men sản xuất các chất kháng sinh, thực phẩm bổ sung v.v...
7. Công nghệ sinh học ứng dụng
8. Xử lý chất thải, xử lý ô nhiễm môi trường v.v...
9. Sản xuất sạch và công nghệ năng lượng sạch như năng lượng mặt trời, năng lượng hạt nhân v.v...

Hiện nay ngành Kỹ thuật hóa học được đào tạo ở một số trường đại học sau:

## Kỹ thuật hóa học
Đào tạo Kỹ sư hóa học (mã ngành: 52520301 hoặc D520301):
1. Trường Đại học Bách khoa Hà Nội
2. Học viện Kỹ thuật Quân sự
3. Trường Đại học Bách khoa, Đại học Đà Nẵng
4. Trường Đại học Bách khoa, Đại học Quốc gia Thành phố Hồ Chí Minh
5. Trường Đại học Thủy Lợi
6. Trường Đại học Tôn Đức Thắng Lưu trữ ngày 10 tháng 8 năm 2022 tại Wayback Machine

## Công nghệ Kỹ thuật hóa học
Đào tạo Cử nhân Công nghệ Kỹ thuật hóa học hoặc Kỹ sư thực hành hệ 4 năm (mã ngành 52510401 hoặc D510401):
1. Trường Đại học Khoa học Tự nhiên, Đại học Quốc gia Hà Nội:
2. Trường Đại học Khoa học , Đại học Thái Nguyên :
3. Học viện Nông nghiệp Việt Nam:
4. Trường Đại học Hàng hải Việt Nam
5. Trường Đại học Lâm nghiệp Việt Nam
6. Trường Đại học Giao thông vận tải:
7. Trường Đại học Mỏ Địa chất Hà Nội:
8. Trường Đại học Tài nguyên và Môi trường
9. Trường Đại học Điện lực:
10. Trường Đại học Công nghiệp Hà Nội:
11. Trường Đại học Công nghiệp Quảng Ninh:
12. Trường Đại học Công nghiệp Việt Hung:
13. Trường Đại học Công nghiệp Việt Trì:
14. Trường Đại học Sao Đỏ
15. Trường Đại học Sư phạm Kỹ thuật Hưng Yên
16. Trường Đại học Sư phạm Kỹ thuật Nam Định
17. Trường Đại học Sư phạm Kỹ thuật Vinh
18. Trường Đại học Công nghiệp Vinh
19. Trường Đại học Nha Trang
20. Trường Đại học Khoa học Tự nhiên thành phố Hồ Chí Minh
21. Trường Đại học Nông lâm thành phố Hồ Chí Minh
22. Trường Đại học Công nghiệp Thành phố Hồ Chí Minh
23. Trường Đại học Công nghiệp Thực phẩm Thành phố Hồ Chí Minh
24. Trường Đại học Giao thông vận tải Thành phố Hồ Chí Minh
25. Trường Đại học Sư phạm Kỹ thuật Thành phố Hồ Chí Minh
26. Trường Đại học Trần Đại Nghĩa
27. Trường Đại học Tôn Đức Thắng
28. Trường Đại học Kỹ thuật - Công nghệ Thành phố Hồ Chí Minh
29. Trường Đại học Công nghệ Sài Gòn
30. Trường Đại học Kinh tế Công nghiệp Long An
31. Trường Đại học Kinh tế Kỹ thuật Bình Dương
32. Trường Đại học Lạc Hồng
33. Trường Đại học Cần Thơ
34. Trường Sĩ quan Phòng hóa
35. Trường Đại học Quy Nhơn